# Eileen McCracken
Eileen May McCracken (16 de febrero de 1920 - 12 de noviembre de 1988) fue una botánica, geógrafa e historiadora de la botánica irlandesa. También escribió sobre la historia de los jardines irlandeses.

## Biografía
Nacida el 16 de febrero de 1920 en Lisburn, Irlanda, hija de Colin y Bessie Webb, McCracken se educó en Friends' School Lisburn y en Queens' University, Belfast, donde obtuvo su licenciatura, maestría y doctorado (1962). El 8 de abril de 1944 se casó con el historiador Leslie (JL) McCracken MRIA (1914-2008). Tres hijos: Sean, Donal y Dermot. Se mudó a Sudáfrica en 1947 y dio una conferencia sobre geografía en la Universidad de Witwatersrand. Regresó a Irlanda en 1950. Vivió en Dublín, Derry y Portballintrae antes de regresar a Sudáfrica para jubilarse en 1982. Desde 1959 hasta 1982 fue propietaria de una cabaña frente al mar en Kilcoole, condado de Wicklow.
Escribió sobre el paisaje de Irlanda desde la época Tudor, sobre las primeras ferreterías irlandesas, sobre el comercio de viveros de plantas irlandés, sobre los Jardines Botánicos de Belfast y sobre los Jardines Botánicos Nacionales de Irlanda en Glasnevin .Tenía opiniones firmes sobre diversos temas, incluidos los derechos de las mujeres, y admiraba mucho a las mujeres involucradas en la Guerra de Independencia de Irlanda. Era una gran amante de los animales.Murió en Durban en 1988. Una placa de granito de Wicklow colocada en el suelo fuera de la Casa Alpina en el Jardín Botánico de Glasnevin dice: "Eileen May McCracken 1920-1988, botánica e historiadora de este jardín botánico".

## Legado
Se han depositado conjuntos encuadernados de sus artículos en el Jardín Botánico Nacional y en la Biblioteca Nacional de Irlanda, Dublín. 

## Otras lecturas
- A. Brady (23 de junio de 1990). «Eileen McCracken (1920-1988) - An appreciation». Glasra. New Series 1 (1): 83-85.

La Biblioteca Nacional de Irlanda tiene un volumen encuadernado con 45 artículos de McCracken bajo el título "Ensayos sobre la historia de los bosques y los jardines". Ref: NLI Ms 32.542